# Argentine aux Jeux olympiques d'été de 1948
L'équipe olympique argentine participe aux Jeux olympiques d'été de 1948 à Londres. Elle y remporte sept médailles : trois en or, trois en argent et une en bronze, se situant à la treizième place des nations au tableau des médailles. Le nageur Alfredo Yantorno est le porte-drapeau d'une délégation argentine comptant 199 sportifs (188 hommes et 11 femmes).

## Médailles
L'Argentine remporte 7 médailles lors de ces jeux : une médaille de bronze obtenue grâce au boxeur Mauro Cía dans la catégorie poids mi-lourds (-80 kg), trois médailles d'argent grâce à Noemí Simonetto de Portela en saut en longueur, Carlos Enrique Díaz de León en tir, dans la catégorie pistolet feu rapide à 25 m et Emilio Homp, Rodolfo Rivademar, Rufino Rodriguez, Enrique Sieburger jr. et Enrique Sieburger sr. en voile dans la catégorie Classe 6m Jl. Le pays remportera l'or à trois reprises : en boxe avec Pascual Pérez dans la catégorie poids mouches (-51 kg) et Rafael Iglesias dans la catégorie poids lourds (+80 kg), et sur le marathon avec Delfo Cabrera.

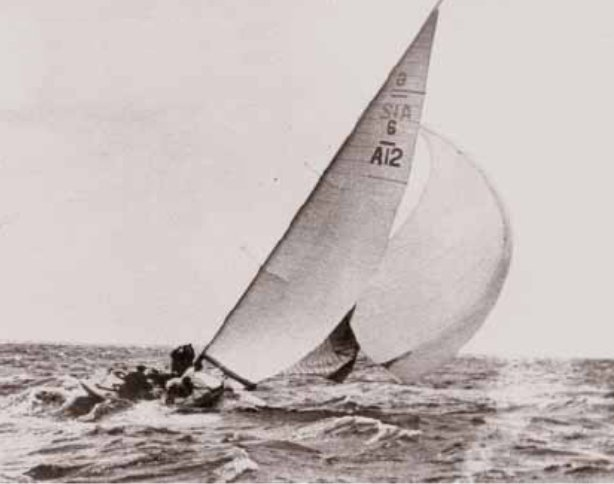
Le « Djinn » voilier argentin avec son équipage médaillé d’argent en classe 6 m : Julio Sieburger, Enrique Conrado Sieburger, Emilio Homps, Rufino Rodríguez de la Torre, Enrique Adolfo Sieburger, Rodolfo Rivademar.

| Médaille                            | Nom | Sport      | Compétition                |
| ----------------------------------- | --- | ---------- | -------------------------- |
| Médaille d'or, Jeux olympiques      | Delfo Cabrera                                                                                                | Athlétisme | Marathon                   |
| Médaille d'or, Jeux olympiques      | Pascual Pérez                                                                                                | Boxe       | Poids mouches              |
| Médaille d'or, Jeux olympiques      | Rafael Iglesias                                                                                              | Boxe       | Poids lourds (+80 kg)      |
| Médaille d'argent, Jeux olympiques  | Noemí Simonetto                                                                                              | Athlétisme | Saut en longueur           |
| Médaille d'argent, Jeux olympiques  | Carlos Enrique Díaz Sáenz Valiente                                                                           | Tir        | Pistolet feu rapide à 25 m |
| Médaille d'argent, Jeux olympiques  | Emilio Homp Rodolfo Rivademar Rufino Rodríguez Rodolfo Rivademar Enrique Sieburger jr. Enrique Sieburger sr. | Voile      | Classe 6m JI               |
| Médaille de bronze, Jeux olympiques | Mauro Cía | Boxe       | Poids mi-lourds (-80 kg)   |